# Oparino
Oparino (ros. Опарино) – osiedle typu miejskiego w Rosji, w obwodzie kirowskim, ośrodek administracyjny rejonu oparińskiego. W 2010 liczyło 4440 mieszkańców.